# Андрицена-Крестена
Андри́цена-Кре́стена (греч. Δήμος Ανδρίτσαινας - Κρεστένων) — община (дим) в Греции в северо-западной части полуострова Пелопоннеса на побережье залива Килиниоса Ионического моря в периферийной единице Элида в периферии Западная Греция. Население 14 109 жителей по переписи 2011 года. Площадь 422,334 квадратныхого километра. Плотность 33,41 человека на квадратный километр. Административный центр — Крестена, исторический центр — Андрицена. Димархом на местных выборах 2014 года избран Дионисиос Балиукос (Διονύσιος Μπαλιούκος).
Создана в 2010 году (ΦΕΚ 87Α) по программе «Калликратис» при слиянии упразднённых общин Алифира, Андрицена и Скилунтия.

## Административное деление

Административное деление общины:
1 — Скилунтия
2 — слева направо: Алифира и Андрицена

Община (дим) Андрицена-Крестена делится на 3 общинные единицы.